# Controlul minții

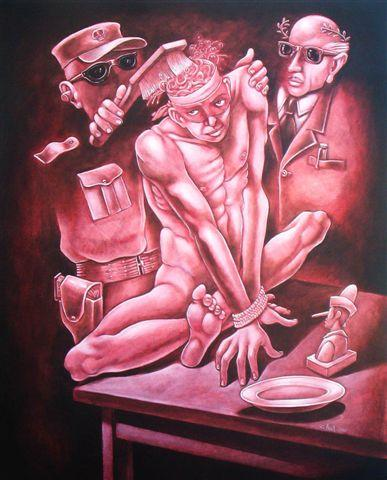
O ilustrare satirică a spălării creierului

Controlul minții, denumit și spălare a creierului, persuasiune coercitivă sau conversia credinței, (în engleză Mind control) se referă la o gamă largă de tactici psihologice folosite pentru a submina controlul unui individ asupra propriilor sale gânduri, comportament, emoții sau liber arbitrului. Spălarea creierului și teoriile de control asupra mintii s-au dezvoltat inițial pentru a explica modul în care regimurile totalitare au reușit să îndoctrineze prizonieri de război prin propagandă și tehnici de tortură. Aceste teorii s-au extins ulterior și s-au modificat pentru a explica o gamă mai variată de fenomene, în special conversiile la noile mișcări religioase.

## Spălarea creierului
Pentru obținerea unui control total asupra individului se acționează pe trei mari direcții de acțiune:
- remodelarea comportamentului,
- restructurarea gândirii și
- redefinirea structurii emoționale.

Acest lucru se realizează în trei etape:

1) dezghețarea, constând în distrugerea totală a vechiului element de identitate a individului (act de comportament, mod de gândire, sentiment).

2) schimbarea, prin inocularea noului element de identitate.

3) reînghețarea, prin fixarea noii personalități a individului, pentru ca ea să reziste în timp.